# 阿尔切夫斯克
阿尔切夫斯克（烏克蘭語：Алчевськ）法理上是乌克兰东部盧甘斯克州阿尔切夫斯克区阿尔切夫斯克市镇内的城市，为该区及该市镇的行政中心；事实上为俄罗斯卢甘斯克人民共和国的直辖市。该市始建于1896年5月26日，面积50平方公里，海拔高度240米，2022年人口数量为106,062人。

## 城市名称
该市原名“阿尔切夫斯克”。1931年，为纪念苏联军事家克利缅特·伏罗希洛夫，该市被更名为伏罗希洛夫斯克（俄语：Ворошиловск）。1961年，该市又被更名为科穆纳尔斯克（羅馬化：Kommunarsk）。1990年，该市被改回现名。

## 图集

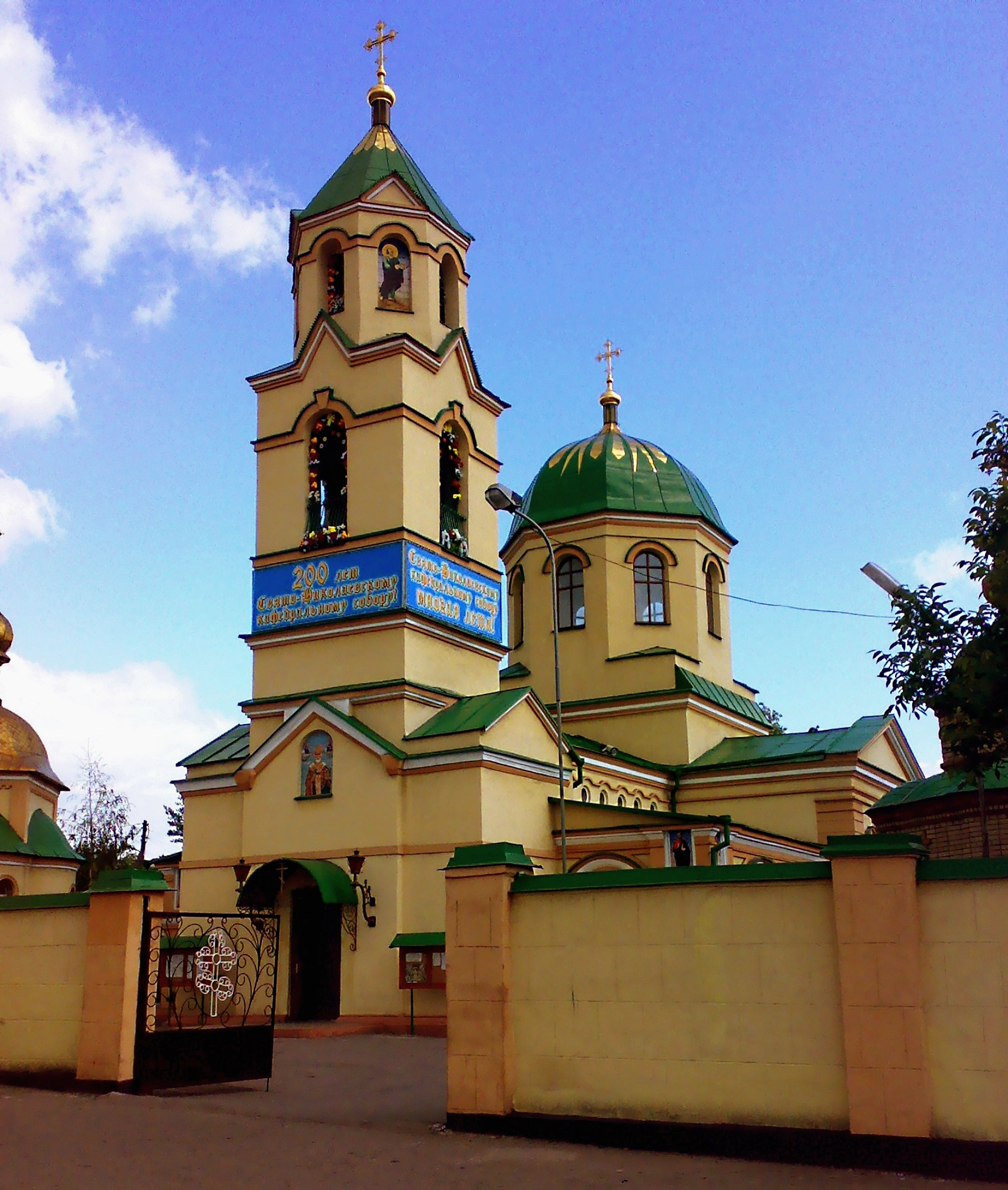
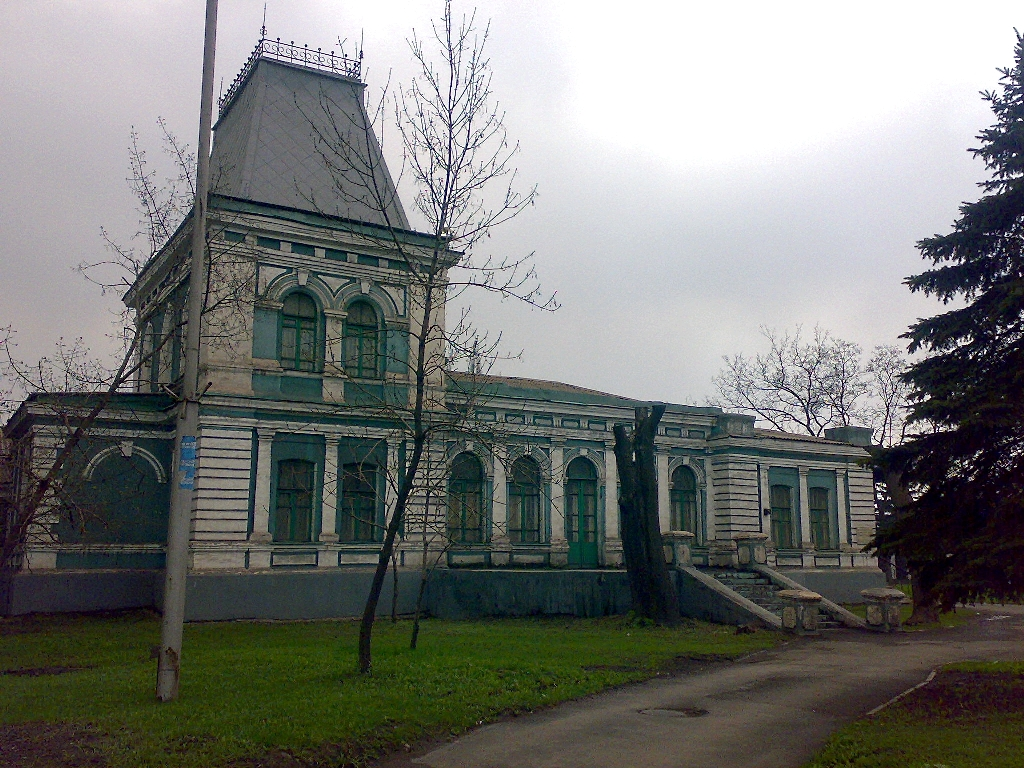
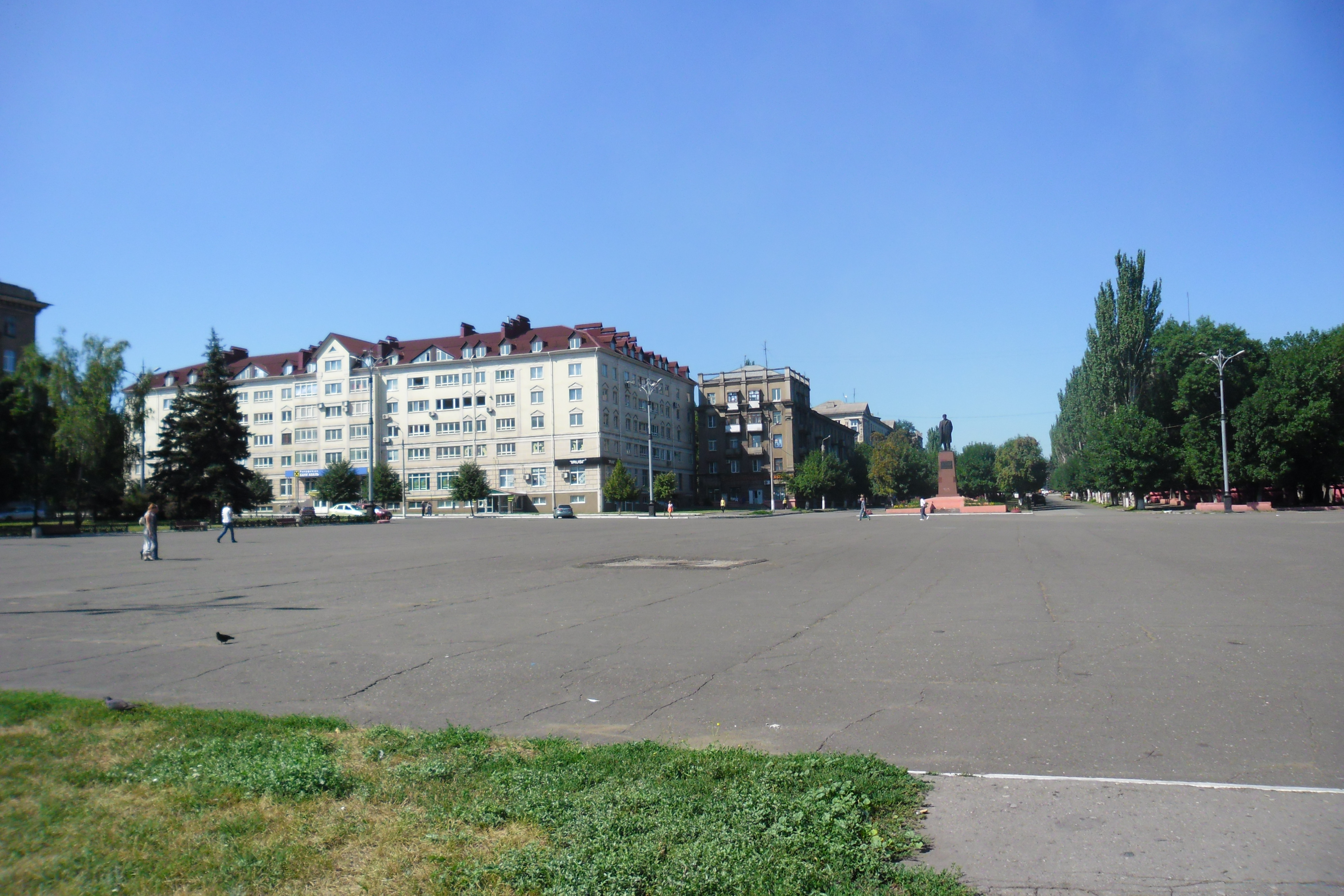
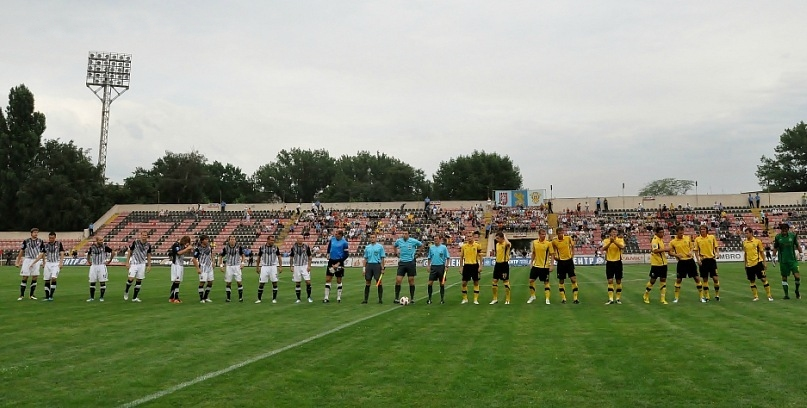
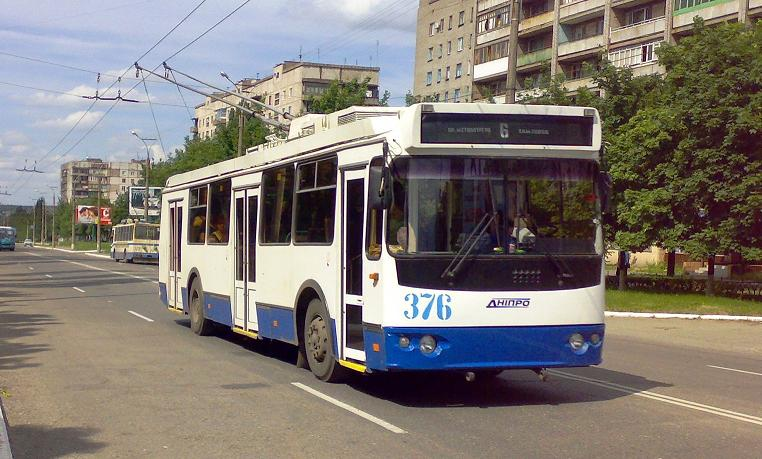
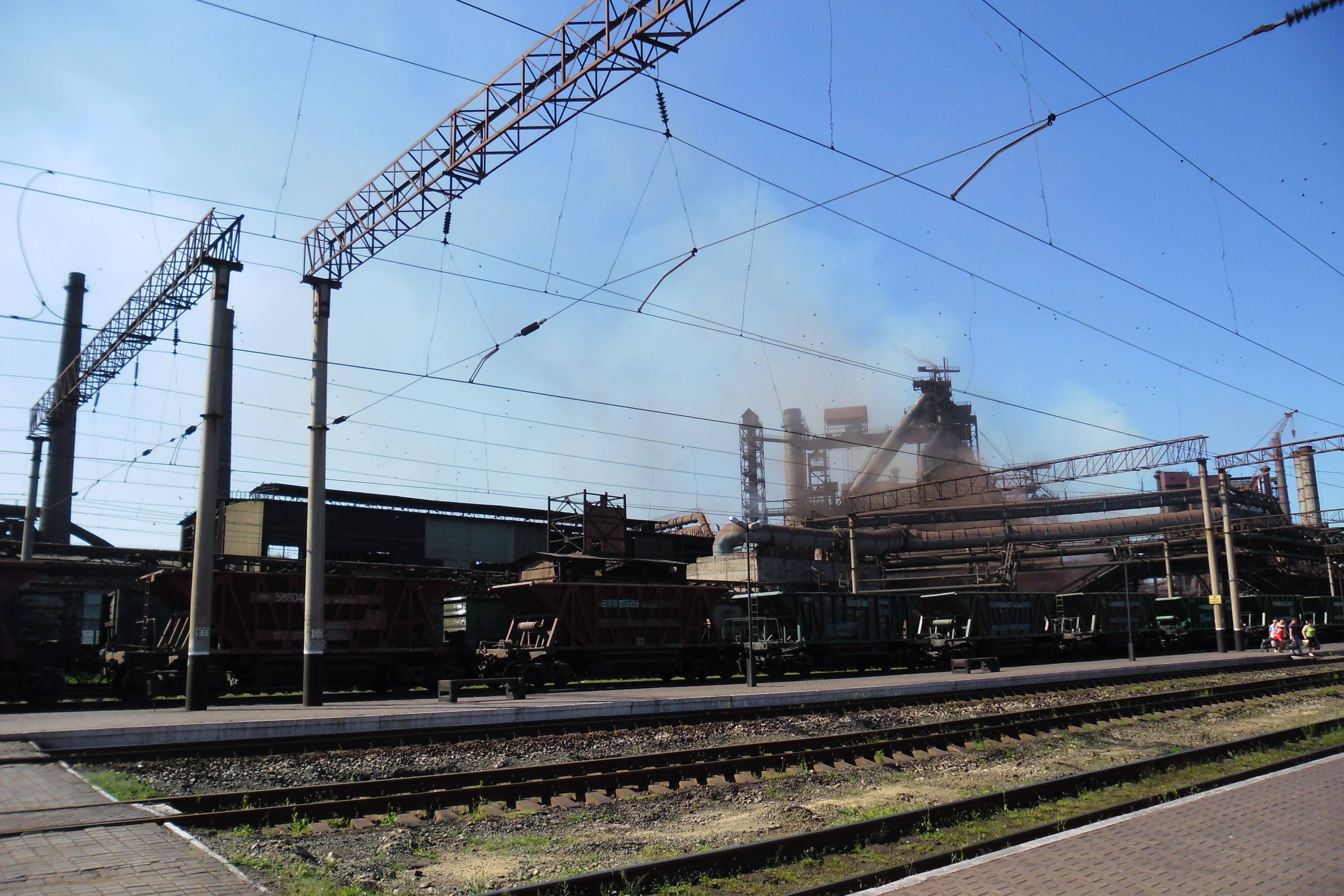